# علم الفيروسات البيطرية
علم الفيروسات البيطرية (بالإنجليزية: Veterinary virology)‏ هو إحدى فروع الطب البيطري المختص بدراسة الفيروسات المسببة للأمراض والاضطرابات في الحيوانات و الطيور.

## فصيلة الفيروسات الربدية
تتألف الفيروسات الربدية (بالإنجليزية: Rhabdoviridae) من فيروسات تحتوي على حمض نووي ريبوزي (RNA) ذو شريط أحادي سلبي، و تصيب هذه الفيروسات مجموعة واسعة من الكائنات الحية بدئاً من النباتات و الحشرات وصولاً إلى الأسماك و الثدييات. كما تتكون فصيلة الفيروسات الربدية من 6 أجناس، أثنتان من تلك الأجناس تصيب النباتات فقط وهما (السيتوربيدوفيروس و النيكليورابيدوفيروس). بينما يصيب جنس النوفيرابيدو الأسماك، ويصيب الفيسيكولوفيروس والليسافيروس و الإفيميروفيروس الثدييات و الأسماك و اللافقريات. وتضم هذه الفصيلة مسببات أمراض لها أثار كبيرة على صحة الإنسان و الحيوان و النباتات مثل فيروس داء الكلب, و فيروس ألتهاب الفم الحويصلي و فيروس إصفرار و تقزم البطاطس.

## فيروس الحمى القلاعية
يعتبر فيروس الحمى القلاعية (بالإنجليزية: Foot-and-mouth disease virus) فرض بعائلة الفَيرُوساتُ البِيكُورْناوِيَّة Picornaviridae من جنس فيروس أفثو Aphthovirus . وهو المسبب لداء الحمى القلاعية في الخنازير، ولأبقار، والغنم، والماعز. ويحتوى الفيروس على حامض نووي ريبوزي، غير مغلف، إجايي الشريط. ويعد فيروس الحمى القلاعية فيروس سريع العدوى، ينتقل عن طريق التنفس.

## فيروس الطاعون
يحتوي فيروس الطاعون ( بالإنجليزية:pestivirus) على حامض نووي ريبوزى (RNA) ذو شريط أحادي موجب، وهو المسبب لمرض حمى الخنازير(CSF) ومرض الحدود في الأغنام (BDV)، والإسهال الفيروسي البقري (BVD), وهو مرض وبائى يصيب المجترات خاصة الأبقار ويتسبب في خسائر اقتصادية للثروة الحيوانية، فقد تؤدى الإصابة به إلى تشوهات في الأجنة والإجهاض في الأبقار العشار ونقص إنتاجية اللبن وموت العجول الصغيرة. ومن أعراضه  الإسهال والتهاب الأغشية المخاطية في الفم والأنف.

## الفيروس الشرياني
الجنس الوحيد من الفيروسات الذي يندرج تجت فصيلة الفيروسات الشريانية،  وهو فيروس  صغير، يحتوي على حمض نووى ريبوزي RNA موجب، مغلف, ذو جسم عشروني الوجوه. يصيب هذا الجنس الحيوانات، ويتسبب في الإصابة  بلإلتهاب الشرياني الفيروسي الخيلي (EAV)، ومتلازمة الجهاز التنفسي والتناسلي الخنزيري (PRRSV) وفيروس رافع نازعة هيدروجين اللاكتات (LDV) الخاص بالفأران، وفيروس الحمى النزفية القردي (SHFV).

## فصيلةلفيروسات التاجية
هي فيروسات مغطاه ذات حمض نووى ريبوسى موجب، ذو قفيصة نووية حلزونيه متناظرة الشكل. تصيب هذه الفيروسات الجزء العلوي من الجهاز التنفسي والجهاز الهضمي في الطيور و الثدييات. كما تعد الفيروسات المسببة للعديد من الأمراض في القطط، والكلاب، والخنازير، والقوارض، والأبقار، والإنسان. و نتقل هذه الفيروسات عن طريق التنفس أو من البراز إلى الفم أي عبر تناول الأغذية والمياه الملوثة بالبراز.

## فيروس التورو (Torovirus)
فيروس التورو هو جنس من الفيروسات داخل فصيلة الفيروسات التاجية Coronaviridae, والتي تصيب أساسا الفقاريات  كما تتضمن العائلة فيروس البيرن الذي يصيب الخيول و فيروس البردا الذي يصيب الأبقار. ويسبب هذا الفيروس ألتهاب معدى معوي في الثدييات ونادرا الإنسان.

## فيروس الإنفلونزا
فيروس ذو حمض نووى ريبوزي من فصيلة  فيروسات الأورثوميكسو. وهو المسبب المرضي للإنفلونزا، التي تصيب الطيور والثدييات.

### إنفلونزا الطيور
المقالة الرأيسية: إنفلونزا الطيور 
تعتبر الطيور المائية والبرية العائل الطبيعى للعديد من أشكال فيروسات الإنفلونزا أ. ولكن أحيانا تنتقل الفيروسات من الكائن العائل لفصائل أخرى كالدواجن مما قد يتسبب في انتشار وبائي بها. كما يمتلك فيروس انفلونزا الطيور القدرة على التطور ليصيب الإنسان.

### إنفلونزا الخنازير

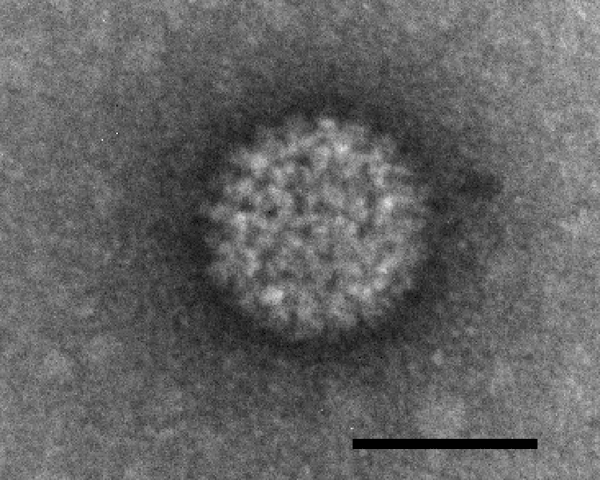
فيروس مرض اللسان الأزرق

المقالة الرأيسية: إنفلونزا الخنازير

## فيروس اللسان الأزرق (BTV)
هو فيروس يحتوى على حامض نووي ريبوزي، غير مغلف، ثنائى الشريط، ذو جينوم مجزء. وهو عضو في جنس الفَيروسَةُ الوَقْبِيَّة Orbivirus داخل فصيلة فيروسات الريوReoviridae. ينتقل هذا الفيوس عن طريق الحشرات، ويصيب الأغنام والماعز والأبقار، كما تتسبب الإصابة به بمرض وبائى خطير على الثروة الحيوانية.

## فصيلة الفيروسات الحلقية
فيروسات صغيرة الحجم، حديثة الاكتشاف، تحتوى على حمض نووى DNA أحادي الشريط. تعتبر الطيور مثل الحمام و البط والخنازير العوائل الأساسية لهذه الفيروسات،  ولكن سُجلت بعض الحالات التي يصاب فيها الكلاب. تم أكتشاف 11 جنس داخل هذه الفصيلة، ومن أشهر أنواعها الفيروس الحلقي الخنزيري.